# Ramhormoz (Verwaltungsbezirk)
Ramhormoz (persisch شهرستان رامهرمز) ist ein Schahrestan in der Provinz Chuzestan im Iran. Er enthält die Stadt Ramhormoz, welche die Hauptstadt des Verwaltungsbezirks ist. 

## Demografie
Bei der Volkszählung 2016 betrug die Einwohnerzahl des Schahrestan 113.776. Die Alphabetisierung lag bei 86 Prozent der Bevölkerung. Knapp 66 Prozent der Bevölkerung lebten in urbanen Regionen.
| Zensusjahr | Einwohnerzahl |
| ---------- | ------------- |
| 2011       | 105.418       |
| 2016       | 113.776       |